# Shō On
Shō On (尚 温, 1784–1802) est souverain du royaume de Ryūkyū de 1795 à 1802. Il contribue grandement à l'éducation de Ryūkyū durant son règne. 

## Biographie
Shō On est le petit-fils ainé de l'ancien roi, Shō Boku. Son père Shō Tetsu(尚哲) meurt alors que Shō Boku est encore en vie, aussi devient-il prince héritier du royaume. Après la mort de Shō Boku, Shō On est installé sur le trône. Cependant, Shō On n'a que 11 ans et son professeur Sai Seishō(蔡世昌) devient kokushi (国師), servant de régent pour le roi.
Le kokugaku (国学) est établi comme académie nationale du royaume de Ryūkyū au château de Shuri en 1798. Quatre écoles sont également fondées à la campagne où même les paysans peuvent recevoir une éducation.
Mais l'idée d'une éducation égale n'est pas acceptée par le peuple de Kume qui se rebelle contre la réforme, et Sai Seishō meurt dans l'incident. La rébellion est rapidement étouffée, puis, quelques privilèges d'éducation de Kume sont supprimés.
Shō On meurt alors qu'il n'a que 18 ans. Il a un seul enfant, Shō Sei, qui meurt l'année suivante. Son frère cadet Shō Kō lui succède.

## Sources
- 『中山世譜・尚温王』
- 田名真之「蔡世昌」（『沖縄大百科事典』（沖縄タイムス社、1983年））
- 中山盛茂「高島親方（蔡世昌）（『琉球史事典』（琉球文教出版、1969年））

- (en) Cet article est partiellement ou en totalité issu de l’article de Wikipédia en anglais intitulé « Shō On » (voir la liste des auteurs).